# Fredrik Kronkvist

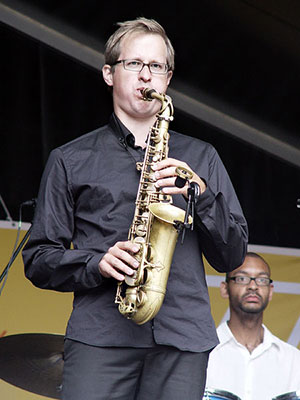
Fredrik Kronkvist

Fredrik Kronkvist (25 juli 1975) is een Zweedse jazz-saxofonist, fluitist, componist en arrangeur. Zijn muziek is geworteld in de bebop.
Kronkvist, die als saxofonist wel is omschreven als een kruising tussen Cannonball Adderley en John Coltrane, studeerde aan het conservatorium in Malmö. Hij toerde met de Cubaanse drummer Calixto Oviedo (1998) en speelde in de Tolvan Big Band en de groep van Anders Bergcrantz. Sinds 2001 speelt hij met een eigen kwartet, dat in 2003 de jazzprijs Jazz Hoeilaart International Belgium won. Datzelfde jaar verscheen ook een eerste cd. In de jaren erop verschenen meer cd's van zijn kwartet of trio. Tevens begeleidde hij zijn vrouw, de zangeres Miriam Aïda, op een aantal albums. Met Aïda treedt hij ook op.

## Discografie (selectie)
- Altitude, 2003
- Maintain, 2005
- In the Raw, 2006
- Ignition, 2007
- Constant Continuum, 2010
- Improvised Action, 2011
- New York Elements
- Brooklyn Playground, 2013

## Referentie
- Website Fredrik kronkvist

- Library of Congress Control Number: no2015036756
- MusicBrainz: 6a607945-592a-41c7-bba0-ea4131d4b508
- Virtual International Authority File: 3035154260339824480001